# Reședințele Familiei Regale a României
Reședințele Familiei Regale a României sunt palatele, castelele și casele aflate în proprietatea sau în folosința Familiei Regale a României.

## Istoric
Istoria contemporană a reședințelor Familiei Regale începe cu reîntoarcerea definitivă în țară a Regelui Mihai I în 1997, și recuperarea prin procese civile a fostelor sale proprietăți private. Ca fost șef de stat, printr-o decizie parlamentară, Regele beneficiază de o locuință oficială permanentă oferită de statul Român. Această locuință este Palatul Elisabeta. Deoarece Regina Elisabeta a Greciei nu a avut urmași direcți, ca moștenitor și urmaș al mătușii sale, Regele ar avea dreptul să revendice și Palatul Elisabeta. Totuși acesta nu o face, dorind să i se restituie doar proprietățile care au fost in posesia sa privată înainte de 1947. Așadar, cele mai însemnate imobile și domenii aflate ori în folosința, ori în proprietatea privată a Casei Regale sunt: 
- Palatul Elisabeta - reședintă oficială din București.
- Domeniul regal Sinaia -  cuprinde Castelul Peleș, Pelișor și o parte din Castelul Foișor, stână regală dar și o zonă întinsă de pădure.[1]
- Domeniul regal Săvârșin -  cuprinde Castelul Săvârșin, dependințele castelului și o parte însemnată din pădurea care înconjoară localitatea.[2]

Pe lângă aceste importante domenii, din patrimoniul privat al Familiei Regale mai fac parte unele proprietăți imobiliare care au o mai mică însemnătate.

## Reședințe actuale

### Palatul Elisabeta
Palatul este resedința de stat a Familiei Regale de azi. Ansamblul arhitectonic a fost proiectat în anii 1930 de tânărul arhitect Marcu, structura fiind deopotrivă armonioasă cât și încărcată de simboluri ale trecutului și prezentului. Palatul, o combinație de stil maur cu cel brâncovenesc, este înconjurat de Muzeul Național al Satului Dimitrie Guști. Palatul a fost dat în folosința Regelui Mihai, ca fost șef de stat în 2001. De atunci palatul găzduiește evenimentele publice și private ale Familiei Regale. Aici au loc ceremoniile de decorare, audiențele, petrecerile de grădină, recepții diplomatice și dineurile de stat prezidate de membrii Familiei Regale.

### Domeniul Regal Sinaia
Domeniul regal Sinaia este compus din Castelul Peleș, Pelișor și Foișor, diferinte dependințe precum și stâna regală. O zonă însemnată din pădurea Sinaia este de asemenea inclusă în domeniu. Castelul Peleș, la fel ca și Pelișor și Foișor, a fost construit din bani personali ai Regelui Carol I, care și-a vândut o moșie din Germania pentru a putea plăti costurile terenului și a ridicării edificiului. Regele a evitat să folosească bani din lista civilă, astfel domeniul nu a făcut niciodată parte din Domeniile Coroanei, care erau proprietățile statului puse doar la dispoziția suveranului. După moartea Regelui Carol I, domeniul trece în proprietatea Regelui Ferdinand I și a succesorului acestuia dinastic, Regele Mihai I. Regele Carol II nu a avut niciodată domeniul de la Sinaia în proprietate. În anul 2001, Guvernul României a decis recompensarea regelui cu suma de 30 milioane de euro pentru întregul domeniu, dar legea a fost găsită neconstituțională de Curtea Constituțională. În urma unui proces civil de restituire, Familia Regală dobândește dreptul de proprietate asupra domeniului. Astfel, Regele Mihai intră în posesie și se intabulează în anul 2006, dar nu îl vizitează oficial până în anul 2008. Casa Regală nu a primit nici o recompensă bănească pentru domeniu și nu intenționează să-l vândă. Regele a decis să păstreze calitatea de muzeu a castelului Peleș, în timp ce Castelul Pelișor este folosit de Casa Regală ca reședință oficială, iar Castelul Foișor este închiriat statului pentru a servi drept reședință de protocol.

### Domeniul Regal Săvârșin
Domeniul Regal de la Săvârșin a reintrat în posesia Regelui Mihai în anul 2001, fiind prima proprietate revendicată și câștigată de acesta în instanță. Regele a cumpărat castelul de la contele Huniady în anul 1940 la sugestia baronului Ionel de Mocioni-Stârcea, care era la acea vreme Mareșalul Palatului, și care avea un castel în apropiere la Bulci. Regele va veni să locuiască des aici, până când va fi forțat să abdice la 30 decembrie 1947. Astăzi castelul se află într-un amplu proces de restaurare sub conducerea Principesei Margareta. Castelul este folosit de obicei iarna, în preajma Crăciunului și a anului nou.

## Foste reședințe
Acestea sunt Reședințe Regale tradiționale care nu sunt folosite, în prezent, sau care nu mai există.
- Palatul Regal din București
- Palatul Kiseleff
- Palatul Cotroceni
- Palatul Regal din Mamaia
- Tribunalul Constanța (Palatul Regal)
- Cuibul Reginei sau Pavilionul Regal (în Portul Constanța) - în prezent, Muzeul Portului Constanța
- Castelul din Balcic
- Conacul Filipescu de la Copăceni, al Reginei Maria
- Castelul Banloc
- Casa Nouă
- Palatul Snagov
- Palatul Scroviștea
- Casa regală din Bicaz
- Vila Sparta